# Hypsicratia
Hypsicratia ou Hypsicratéa  ou Hypsicratès (active autour de 63 av. J.-C.) est une reine du Pont, ancienne concubine  du roi Mithridate VI au côté duquel elle régna sur une confédération d'États dans cette région après être devenue sa sixième épouse.
Elle est mentionnée par plusieurs auteurs antiques pour son courage, sa fidélité envers Mithridate et sa bravoure au combat. Elle le soutient notamment pendant la troisième guerre de Mithridate. Selon Valère Maxime, elle aimait tant le roi et tenait tant à le protéger qu'elle endossa un déguisement masculin et apprit le métier des armes afin de le suivre au moment de son exil et de le défendre.
Plutarque  à l'inverse de Valère Maxime, indique qu'Hypsicratia montrait "un courage viril et une audace excessive". Elle serait une cavalière barbare, venant d'une des tribus nomades alliées de Mithridate. Ses talents de cavalières incitèrent Mithridate à lui confier la responsabilité de ses propres chevaux.
En 67 av. J.-C., elle participe à la victoire de Mithridate à Zela contre Pompée. Durant l'été 66, poursuivis par Pompée, Mithridate, Hypsicratia et quelques compagnons parviennent à échapper à une attaque nocturne des Romains. Ils s'échappèrent à travers les montagnes d'Arménie et trouvèrent refuge chez des tribus alliées avant de rejoindre la ville de Panticapée sur laquelle régnait le fils de Mithridate. Deux ans plus tard, trahi par son fils, allié de Pompée, il meurt empoisonné ou assassiné, selon les sources, et l'on perd trace d'Hypsicratia.
Plutarque indique qu'elle était appelée sous la forme masculine de son nom. Une inscription découverte sur son monument funéraire lors de fouilles près de l'ancienne ville de Panticapée, à Phanagoria, indique "Hypsicratès épouse de Mithridate Eupator. Amour et respect."
Au Moyen Âge, Hypsicratia est mentionnée dans les traités consacrés aux femmes célèbres comme le De mulieribus claris de Boccace en 1374.
Au XVIe siècle, Hypsicratia fait l'objet d'une tragédie en cinq actes de Jean Behourt, Hypsicratée ou la Magnanimité, parue à Rouen en 1604. Vers la fin de ce même siècle, elle est représentée par le peintre Antoine Paillet sur la toile Hypsicrate suivant son époux Mithridate à la guerre.

## Sources antiques
- Plutarque, Vie de Pompée, 32.
- Orose, Historiae adversus paganos', VI, 5, 3-5.
- Valère Maxime, Des faits et dits mémorables, VI, 6.